# 岩河三郎
岩河 三郎（いわかわ さぶろう、1923年9月9日 - 2013年9月16日）は、日本の作曲家。
富山県富山市生まれ。1947年、東京音楽学校（現：東京藝術大学）声楽科卒業。後に作曲家となり平井康三郎、池内友次郎に師事。日本童謡協会理事、山口大学教授を歴任。日本作曲家協議会会員。

## 人物
合唱作品の作曲家として知られている一方、NHKでも放送・レコード関係の作曲・編曲などを手がけた。吹奏楽作品も全日本吹奏楽コンクール用に多く作曲し、作曲家グループ「ニュー・エイトの会」の一員で、意欲的に吹奏楽曲の作曲を行った。また、作曲のみならず作詞も数作手がけている。
次女は岩河智子（いわかわともこ、作曲家、札幌室内歌劇場音楽監督）墓は富山市の長岡墓地。

## 作曲家として
旧来の和声や技法を用いた作風のためか、とりわけ合唱作品では子供向けのものが多い。
1970年代後半には、NHKやTBS主催の合唱コンクールにおいて岩河の曲を「自由曲」として選択する小中学校が非常に多かった。1965年に村野四郎作詞で作られた『巣立ちの歌』は1991年に『旅立ちの日に』が作られるまで、小中学校の卒業式で最も歌われる曲の一つであった。
岩河の作品には、出身の富山県とその付近を題材とする歌も多い。その中には平家の落人の伝承を題材としたものもある。例えば「むぎや」のように、源軍を逃れるために五箇山まで逃げてきた平家の落人、もんや爺さんの過去と人形山を被らせたむぎや節を素材とした歌や、壇ノ浦の戦い後に助命され、越後国蒲原郡五百刈村（現：新潟県長岡市）で落人として暮らしていた平頼盛の奥方が、夫の元に行くために親不知を通る際、子供が波に攫われてしまった悲劇を題材とした「親しらず子しらず」などである。
自筆譜の多くは、富山大学名誉教授中村義朗により整理され、富山市立図書館に収められている。
楽譜の一部は絶版になっていたり、教師用や学校用に楽譜が出版されていたりするため、入手しにくい状況になっている。
1968年、日本吹奏楽指導者協会第1回JBA作曲賞自由形式 作曲賞受賞。1980年、第10回日本童謡賞特別賞、1989年、第19回日本童謡賞受賞。

## 主な作品

### 合唱曲
- 一羽の鳥（NHKの番組『ひる休みのおくりもの』委嘱作品）
- 水芭蕉（第43回NHK全国学校音楽コンクール中学校の部課題曲）
- お台所のうた
- 合唱組曲「祭りと子ども」（「秋祭り」などが収録）
- アイヌに捧げる小さなレクイエム
- 石仏
- 木琴
- 野生の馬
- モルダウ
- アムール河の波
- 親しらず子しらず
- 巣立ちの歌
- ゴールめざして
- ひめゆりの塔
- 市政100年富山市の歌
- 十字架（クルス）の島
- おかあさん
- 母を偲びて
- たじま牛
- 少年と馬
- 海に沈んだ馬
- 秋の雲
- 小さな手のひらでも
- 絶望のとなり
- あこがれ
- 涙こぼれるとき
- 枯葉
- 一週間
- あの踊りの輪の中に
- 若いんだもの
- 一羽の鳥
- 忘れはしない
- さようならの歌
- 若い仲間を迎える歌
- 歌の世界へ
- そよ風
- 小さな星の物語
- 木の実
- さよなら黒板
- 水飲み場
- 琵琶湖のうた
- 渡り鳥の地図
- ともし火
- ふみきり
- 母よ ともしび
- 夕焼け
- あるプロセス
- 若い日の旅
- 燈台
- さようなら
- 六地蔵
- 火の山
- 風の孤独
- わかれ
- 五月の夜のうた
- 黒い瞳
- 秋の塔 薬師寺の塔によせて
- 田舎の動物園
- 小さな手
- 虹
- 遥かなる人
- 流れ星
- 八月のレクイエム
- 犬と猫
- 夢風船
- 写真
- 合唱組曲「小さな歳時記」（「たじま牛」などが収録）
- 合唱組曲 雪国のくらしのうた
- 合唱組曲 富山に伝わる三つの民謡
  - 越中おわら
  - こきりこ
  - むぎや
- 合唱組曲 星の絵本
  - プロローグ～星の絵本
  - おとめ座
  - こと座
  - やぎ座
  - オリオン座
  - エピローグ～おやすみなさい
- 合唱組曲 山 四章
  - だいだらぼっちの春
  - 山みち 友だち
  - 山の関所
  - みどりの山

- 合唱組曲 子供への語らい
  - かわいいゼリー
  - 月の夜
  - 高原の馬
  - さむい夜は
  - 母の日

- 合唱組曲 祭と子ども
  - 秋祭り
  - 祇園祭
  - 花祭り
  - 雪の祭り
- 合唱組曲　海の風景
  - 春のしん気楼
  - ホタルイカの海
  - 雨晴らしの岩
  - 寒ブリの歌
- 新潟県民の曲：新潟の讃歌（うた）
  - 越後の手まりうた（児童合唱）
  - 雪国の夏（混声合唱）
  - 秋の祈り（混声三部合唱）
  - 白いメッセージ（女性三部合唱）
  - 朱鷺（とき）のうた（児童合唱）
  - 故里の春（混声三部・児童合唱）
- 児童合唱組曲「やまぐちの子どもの歌」(1985)
- 女声合唱のための「空」

### 吹奏楽曲
- 冬山に逝ける若者への祈り（第1回JBA作曲賞受賞）
- 虹と雪（村井邦彦作曲の札幌オリンピックテーマ曲「虹と雪のバラード」をトリオに組み込んだ行進曲）
- 音詩「南極点への序曲」（1969年度全日本吹奏楽コンクール課題曲）
- 北海の大漁歌（1980年度全日本吹奏楽コンクール課題曲）
- サンライズ・マーチ（1982年度全日本吹奏楽コンクール課題曲）

など

## 校歌
- 草加市立新田中学校
- 八戸市立城北小学校
- さいたま市立芝原小学校
- さいたま市立大谷中学校
- 川越市立川越西小学校
- 川越市立古谷東小学校
- 川越市立鯨井中学校
- 川越市立高階西中学校
- 川崎市立宮崎台小学校
- 所沢市立松井小学校
- 所沢市立上山口中学校
- 所沢市立狭山ヶ丘中学校
- 新座市立第六中学校
- 本庄市立中央小学校
- 深谷市立南中学校
- 上尾市立瓦葺中学校
- 入間市立新久小学校
- 久喜市立久喜東小学校
- 久喜市立太東中学校
- 鶴ヶ島市立南小学校
- 鶴ヶ島市立長久保小学校
- 富士見市立西中学校
- 坂戸市立千代田中学校
- 埼玉県立新座総合技術高等学校
- 埼玉県立川口東高等学校
- 埼玉県立北本高等学校
- 埼玉県立越谷西特別支援学校
- 中央区立日本橋中学校
- 中央区立銀座中学校
- 八王子市立石川中学校
- 日野市立東光寺小学校
- 町田市立山崎中学校
- 羽村市立小作台小学校
- 横浜市立小田中学校
- 上越市立城北中学校
- 新潟県立新潟北高等学校
- 富山市立中央小学校(校歌、愛唱歌)
- 富山市立西部中学校
- 富山市立新庄北小学校
- 小浜市立内外海小学校
- 飯田市立旭ヶ丘中学校
- 豊中市立第十二中学校
- 新潟第一中学校・高等学校 (学園歌)
- 豊橋市立二川南小学校
- 市立札幌清田高等学校

## 社歌
- 東京無線賛歌